# Motta de' Conti
Motta de' Conti (La Mòta in piemontese) è un comune italiano di 711 abitanti della provincia di Vercelli in Piemonte, situato al confine con la Lombardia.

## Origini del nome
Il toponimo è costituito dal sostantivo "motta", molto diffuso in toponomastica, il cui valore è "rialzo di terreno" e da un determinante che fa riferimento ai Conti di Lomello, antichi signori del luogo.

## Storia

### Simboli
Lo stemma comunale è stato concesso con il decreto del presidente della Repubblica del 29 agosto 1986.
Il gonfalone è un drappo partito di azzurro e di rosso.

## Società

### Evoluzione demografica
In cento anni a partire dal 1911 la popolazione residente si è più che dimezzata. 
Abitanti censiti

### Tradizioni e folclore
Tra alcune tradizioni tipiche mottesi degne di nota, si ricordano:
- Periodo "carnevalesco": la classica questua delle uova vede impegnati i più piccoli (solitamente chiamati "mascherine") che vanno in giro di casa in casa a raccogliere le uova che o saranno vendute oppure verranno consumate in una frittata casalinga tutti assieme. Solitamente vestiti con le maschere carnevalesche e con l'ausilio di un cestino di vimini, non è strano imbattersi in schiere di bambini che "raccolgono le uova di casa in casa" durante il periodo di Carnevale, soprattutto il Martedì grasso.
- La festa in onore del Battista. Ogni anno, nel mese di giugno, si svolge la tradizionale festa in onore di S. Giovanni Battista. La festa, sentita in maniera particolarmente forte dai mottesi, fonde elementi della tradizione, religione e della memoria storica delle guerre risorgimentali.

## Cultura

### Cucina
- Panissa, torta pasqualina (torta verda), risa tomatiche, polenta saraca,

La panissa, o panisa in dialetto mottese, è un piatto tipico di tutti i comuni della bassa vercellese.
Un altro piatto per la quale Motta de' Conti è conosciuta nel territorio circostante, divulgato prima dalle osterie del paese, ora dalla Pro loco Mottese è pure il "fritto misto alla piemontese" in dialetto mottese "fritu mistu".

## Geografia antropica

### Frazioni
L'unica frazione è Mantie, situata sulla riva opposta del Sesia e raggiungibile solo dalla Lomellina.

## Infrastrutture e trasporti
Fra il 1886 e il 1935 la località era servita da una fermata della tranvia Vercelli-Casale.

## Amministrazione
Il nuovo sindaco eletto dal 25 maggio 2014 è Emanuela Quirci.